# Ferrovia Torino-Milano (alta velocità)
La ferrovia ad alta velocità Torino-Milano è una linea ferroviaria italiana, di proprietà di Rete Ferroviaria Italiana, che collega le città di Torino e Milano e che è dotata degli standard ferroviari dell'Alta Velocità (AV) e dell'Alta Capacità (AC) per la maggior parte del suo percorso.
Si affianca alla linea ferroviaria Torino-Milano, quest'ultima ribattezzata da Rete Ferroviaria Italiana come Linea Storica.
La linea è parte dell'Asse ferroviario 6 della Rete ferroviaria convenzionale trans-europea TEN-T.

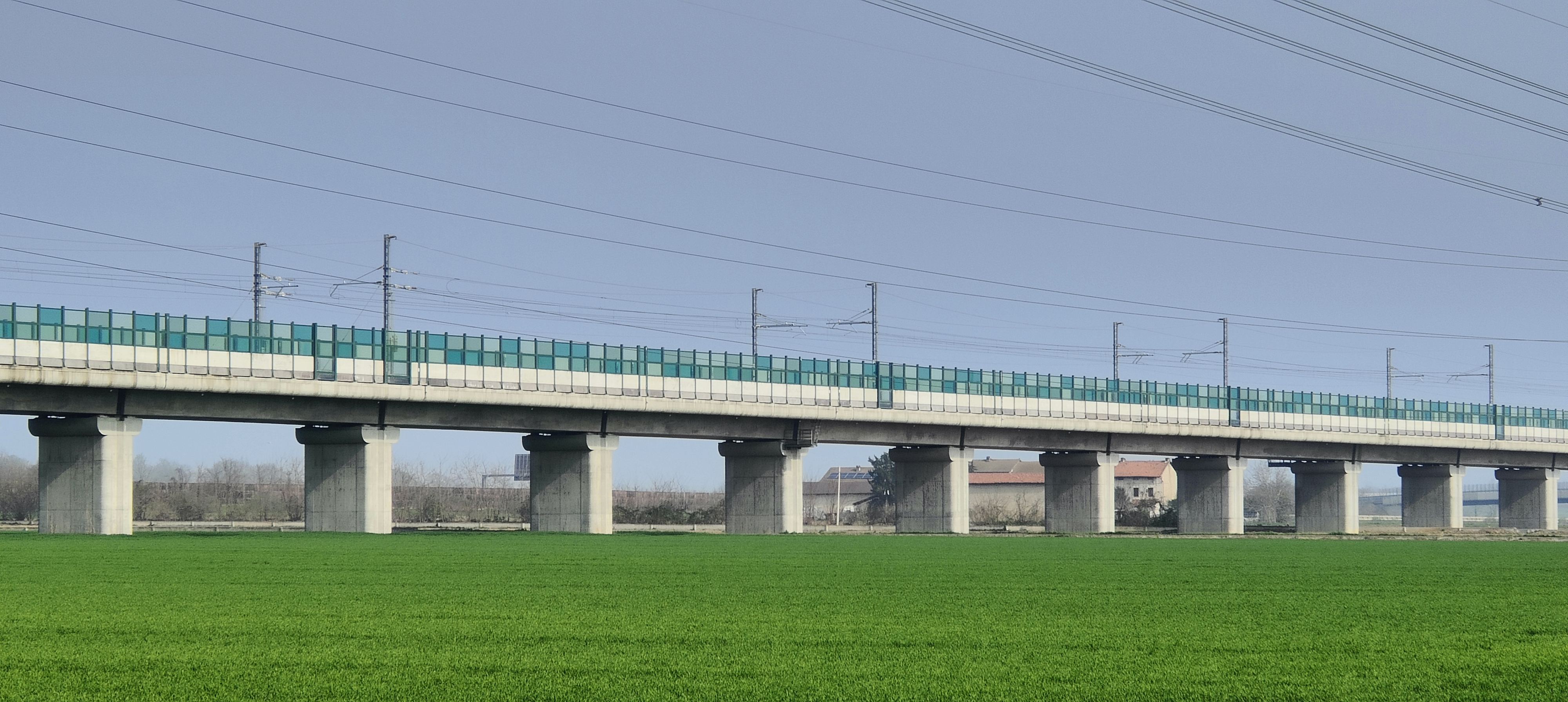
Viadotto della linea nei pressi di Santhià

## Storia
I lavori di costruzione sono iniziati nel 2002.
L'apertura al traffico ferroviario della tratta tra Torino e Novara è avvenuta il 7 febbraio 2006 mentre la sua inaugurazione ufficiale si è tenuta tre giorni dopo in occasione dei XX Giochi olimpici invernali.
Su tale tratta, alle ore 17:35 del 25 maggio 2006 il convoglio diagnostico sperimentale ETR 500-Y2 RFI di RFI S.p.A. ha raggiunto alla progressiva chilometrica 59 i 352 km/h, battendo così il precedente primato italiano di un rotabile nazionale di 347 km/h, stabilito nell'autunno 2005 dall'ETR 500 politensione n. 31 alla progressiva chilometrica 61 in direzione sud (corrispondente all'altezza del Posto di Movimento di Anagni) della linea AV/AC Roma-Napoli.
Nel corso del 2009 è stato infine completato il tronco mancante fra il Bivio Novara Ovest e la stazione di Milano Certosa. In particolare, il pre-esercizio, necessario per sperimentare il funzionamento della linea in condizioni critiche, ha avuto avvio il 1º settembre. Valutata la bontà dei risultati ottenuti, l'esercizio commerciale è stato aperto in due momenti: il 28 settembre, per il tratto tra Milano Certosa e il Posto di Movimento di Rho Fiera, e il 6 novembre, tra quest'ultima località ferroviaria e il Bivio Novara Ovest.
La linea è stata inaugurata ufficialmente il 5 dicembre 2009.
È impiegata dai treni Frecciarossa di Trenitalia e dai treni AV Italo di NTV.

## Caratteristiche

### Considerazioni generali
Il tracciato con caratteristiche dell'Alta Velocità e dell'Alta capacità, tra l'ex Bivio Stura, nel territorio di Settimo Torinese, e la stazione di Milano Certosa, è lungo 126 chilometri di cui 99 chilometri in territorio piemontese e 27 chilometri in quello lombardo. Il resto del tracciato, fra Torino Porta Nuova e Torino Stura e fra Milano Certosa e la stazione di Milano Centrale, è in comune col doppio binario della Linea Storica.
La linea attraversa il territorio di quarantuno comuni. La conformazione pianeggiante del territorio ha permesso che il tracciato si sviluppasse per l'80% (circa 100 chilometri) a livello del terreno, con alcuni limitati tratti in trincea, per il 15% (circa venti chilometri) in viadotto e solo per il 5% (poco più di cinque chilometri) in galleria artificiale. Tra le opere più importanti il viadotto di Santhià, lungo 3,8 chilometri, e la galleria artificiale di Rondissone, lunga 1688 metri.
La tratta viene percorsa in circa 50 minuti tra Torino Porta Susa e Milano Centrale (solo la tratta ad alta velocità dall'ex Bivio Stura alla stazione Rho-Fiera, normalmente viene percorsa in circa 30 minuti).

### Armamento e trazione

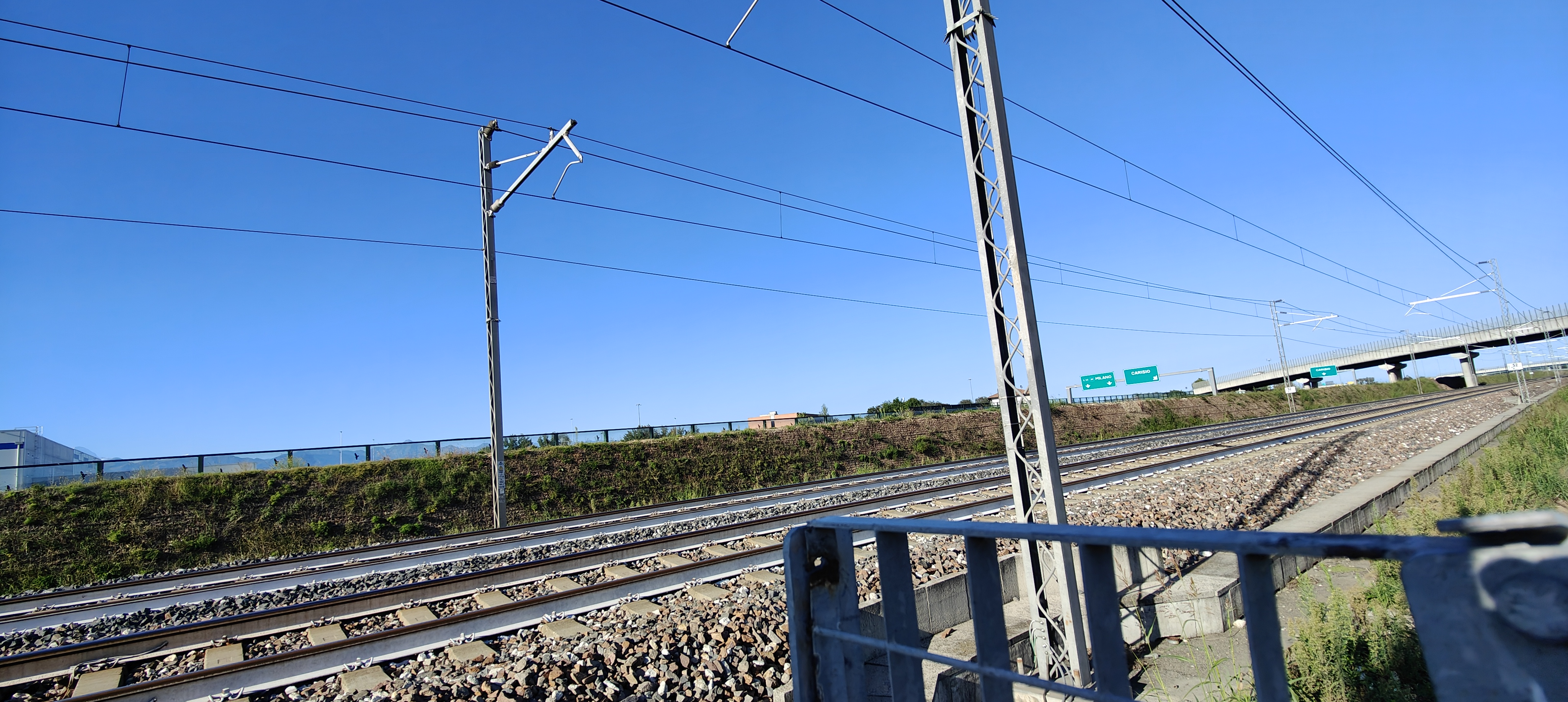
Particolare della catenaria con sospensioni e mensole 25kV c.a. tipo Omnia in lega, (foto nei pressi di Carisio)

La linea è una ferrovia a doppio binario armata da rotaie Vignoles UNI 60 E 1 a scartamento ordinario da 1435 mm saldate elettricamente, con traverse in cemento armato precompresso da 260 cm dal peso di 400 kg distanziate di 60 cm, interasse dei binari pari a cinque metri e attacco elastico Pandrol. La tensione di alimentazione è a 2x25 kV ~ 50 Hz dall'ex Bivio Stura alla stazione di Rho Fiera.
I rimanenti tratti sono alimentati a 3 kV CC.

### Impianto di segnalamento
Il sistema di distanziamento dei treni usa la tecnologia ERTMS/ETCS di Livello 2 (European Rail Traffic Management System/European Train Control System), scelto per garantire l'interoperabilità tra le linee europee. L'ETCS L2 prevede linee senza segnali luminosi convenzionali (come sulla rete storica), ma segnali formati da tavole speciali ad alta rifrangenza e una autorizzazione al movimento garantita dalla trasmissione continua in cabina di guida sullo stato della via tramite collegamento radio GSM-R (Global System Mobile - Railway).

### Costi
Nel 2007, Il Sole 24 ore ha effettuato un confronto tra il progetto della Torino-Milano con un'analoga linea ferroviaria costruita nello stesso periodo in Francia: la LGV Est européenne. Il confronto ha evidenziato che i costi della linea ferroviaria ad Alta velocità e ad Alta capacità tra il capoluogo piemontese e Novara ammontano a circa 62,4 milioni di euro per chilometro contro i circa 16,6 di quella francese. Per quest'ultima, le stime più recenti (2007) valutano la spesa in circa 5 miliardi di euro per 300 chilometri di percorso mentre TAV S.p.A. dichiara per la linea italiana un costo complessivo dell'opera pari a 7,8 miliardi di euro.
La tratta Novara-Milano, sempre secondo le valutazioni di TAV S.p.A. riportate da Il Sole 24 Ore, è stimata avere un costo "a finire" ancora superiore, pari a circa 2,9 miliardi di euro per 39 chilometri di lunghezza, ossia 74 milioni di euro a chilometro.

## Percorso
|  | Unknown route-map component "d" | Unknown route-map component "CONTgq" | Unknown route-map component "ABZ+lr" | Unknown route-map component "CONTfq" |

|  | Unknown route-map component "d" | Station on track |

| Unknown route-map component "d" | Unknown route-map component "KDSTaq" | Unknown route-map component "ABZg+r" |

|  | Unknown route-map component "d" | Head station | Unknown route-map component "ABZgl" | Unknown route-map component "SPLa+r" |

|  | Unknown route-map component "d" | Unknown route-map component "ABZgl" | Unknown route-map component "ABZgr" | Unknown route-map component "vSTR-" + Unknown route-map component "tv-STRa" |

|  | Unknown route-map component "d" | Unknown route-map component "ABZgl" | Unknown route-map component "KRZo" | Unknown route-map component "vSTRr-" + Unknown route-map component "tv-STR" |

|  | Unknown route-map component "d" | Unknown route-map component "tSTRa" | Unknown route-map component "tSTRa" | Unknown route-map component "tv-STR" |

| Unknown route-map component "d" | Unknown route-map component "tSTR+l" | Unknown route-map component "tKRZto" | Unknown route-map component "tKRZto" | Unknown route-map component "tv-STRr" |

| Unknown route-map component "tLSTR" | Unknown route-map component "tKRWg+l" | Unknown route-map component "tKRWr" | Unknown route-map component "d" |

| Unknown route-map component "tLSTR" | Unknown route-map component "tABZgl+l" | Unknown route-map component "tCONTfq" | Unknown route-map component "d" |

| Unknown route-map component "tSTRl" | Unknown route-map component "tKRZto" | Unknown route-map component "tSTR+r" | Unknown route-map component "d" |

| Unknown route-map component "tv-STR" | Unknown route-map component "tv-SHI2r" |

| Unknown route-map component "tvBHF" |

| Unknown route-map component "etvBHF" |

| Unknown route-map component "dWASSERq" | Unknown route-map component "tvKRZW" | Unknown route-map component "dWASSERq" |

|  | Unknown route-map component "etvBHF" | Unknown route-map component "exKBHFa" |

|  | Unknown route-map component "tvSTR" | Unknown route-map component "extSTRa" |

|  | Unknown route-map component "exCONTgq" | Unknown route-map component "exSTRq" + Unknown route-map component "tvSTR" | Unknown route-map component "extABZql+l" + Unknown route-map component "extSTRa@gq" | Unknown route-map component "extCONTfq" |

|  | Unknown route-map component "tvSTR-BHF" | Unknown route-map component "exLSHI1l" |

|  | Unknown route-map component "d" + Unknown route-map component "tSTR" | Unknown route-map component "exLSTRl" + Unknown route-map component "tSTR" | Unknown route-map component "exLSTRr" |

| Unknown route-map component "tvSTRe" |

| Unknown route-map component "dWASSERq" | Unknown route-map component "vWBRÜCKE1" | Unknown route-map component "dWASSERq" |

| Unknown route-map component "vBHF" |

| Unknown route-map component "vSKRZ-Au" |

| Unknown route-map component "vSKRZ-Au" |

| Unknown route-map component "v-SHI2gr" | Unknown route-map component "vSTR-" |

| 12+347 |
| 0+216  |

| Unknown route-map component "vÜSTol" | Unknown route-map component "vSTR-" |

| Unknown route-map component "dCONTgq" | Unknown route-map component "dABZqr" | Unknown route-map component "vSHI1lo-STRr" |  |

| Unknown route-map component "CONTgq" | Unknown route-map component "KRZo" | Unknown route-map component "CONTfq" |

| Small arched bridge over water |

| Small arched bridge over water |

| Unknown route-map component "CONTgq" | Unknown route-map component "KRZo" | Unknown route-map component "CONTfq" |

| Unknown route-map component "tSTRa" |

| Unknown route-map component "tSTRe" |

| Small bridge over water |

| Non-passenger station/depot on track |

| Unknown route-map component "v-SHI2gr" | Unknown route-map component "d" |

| Unknown route-map component "dCONTgq" | Unknown route-map component "v-STR+r" | Unknown route-map component "vÜSTul" |  |  |

| Unknown route-map component "vÜSTu+r" | Unknown route-map component "dSTR" |  |

| Unknown route-map component "vSHI2g+l-" | Unknown route-map component "dSTR" |  |

| Station on track | Straight track |  |

| Unknown route-map component "dCONTgq" | Unknown route-map component "v-STRr" | Unknown route-map component "v-STR" |  |  |

| Non-passenger station/depot on track |

| Unknown route-map component "SKRZ-Ao" |

| Unknown route-map component "CONTgq" | Unknown route-map component "KRZo" | Unknown route-map component "CONTfq" |

| Small arched bridge over water |

| Unknown route-map component "CONTgq" | Unknown route-map component "KRZo" | Unknown route-map component "CONTfq" |

| Small arched bridge over water |

| Small bridge over water |

| Track change |

| Unknown route-map component "SKRZ-Au" |

| Unknown route-map component "CONTgq" | Unknown route-map component "KRZo" | Unknown route-map component "CONTfq" |

| Unknown route-map component "CONTgq" | Unknown route-map component "KRZo" | Unknown route-map component "CONTfq" |

| Unknown route-map component "v-SHI2gr" | Unknown route-map component "d" |

| 84+086  |
| (0+000) |

| Unknown route-map component "vÜSTol" | Unknown route-map component "d" |

| Unknown route-map component "dSTR+l" | Unknown route-map component "dKRZu" | Unknown route-map component "dKRZo" | Unknown route-map component "CONTfq" |

| Unknown route-map component "vSTR-DST" | Unknown route-map component "dSTR" |  |

| Unknown route-map component "vÜSTr" | Unknown route-map component "dSTR" |  |

| Unknown route-map component "vBHF-STR" | Unknown route-map component "dSTR" |  |

| Unknown route-map component "CONTgq" | Unknown route-map component "dABZqr+r" | Unknown route-map component "vABZgr-STR" |  |  |

| Unknown route-map component "dLSTR" | Unknown route-map component "vSTR" |  |

| Unknown route-map component "CONTgq" | Unknown route-map component "SPLer" | Unknown route-map component "dSTR" |  |  |

| Unknown route-map component "hKRZWae+GRZq" |

| Track change |

| Unknown route-map component "d" | Unknown route-map component "CONTgq" | Unknown route-map component "KRZo" | Unknown route-map component "dSTRq" | Unknown route-map component "LSTR+r" |

|  | Unknown route-map component "d" | Unknown route-map component "SKRZ-Ao" | Unknown route-map component "d" | Unknown route-map component "LSTR" |

|  | Unknown route-map component "d" | Straight track | Unknown route-map component "d" | Unknown route-map component "LSTR" |

|  | Unknown route-map component "d" | Unknown route-map component "eDST" | Unknown route-map component "d" | Unknown route-map component "LSTR" |

|  | Unknown route-map component "d" | Unknown route-map component "SKRZ-Ao" | Unknown route-map component "d" | Unknown route-map component "LSTR" |

|  | Unknown route-map component "d" | Unknown route-map component "SKRZ-Ao" | Unknown route-map component "d" | Unknown route-map component "LSTR" |

|  |  | Unknown route-map component "vSTR+l-SHI1+ro" | Unknown route-map component "dABZq+l" | Unknown route-map component "LABZqr" | Unknown route-map component "dCONTfq" |

| Unknown route-map component "v-STR" | Unknown route-map component "vÜSTo+r" |

| Unknown route-map component "v-STR" | Unknown route-map component "vSHI2g+l-" |

| Unknown route-map component "vHST" |

| Unknown route-map component "vSKRZ-Au" |

| Unknown route-map component "vSKRZ-Au" |

| Unknown route-map component "vBHF" |

| 126+589 |
| 8+526   |

| Unknown route-map component "vSHI4+l-" + Unknown route-map component "v-SHI2+l" | Unknown route-map component "vSHI2r-" + Unknown route-map component "vSHI4r-" + Unknown route-map component "v-SHI4l" | Unknown route-map component "v-SHI4+r" |

| Unknown route-map component "vSTR" | Unknown route-map component "vSTR+l-" | Unknown route-map component "v-STR" + Unknown route-map component "v-STR+r" |

| Unknown route-map component "vBHF-L" | Unknown route-map component "vBHF-R-" | Unknown route-map component "v-STR" |

| Unknown route-map component "v-STR" | Unknown route-map component "vSTR" | Unknown route-map component "LSTR+l" | Unknown route-map component "dKRZo" | Unknown route-map component "dCONTfq" |

| Unknown route-map component "v-STR" | Unknown route-map component "vÜSTr" | Unknown route-map component "LABZg+l" | Unknown route-map component "dKRZo" | Unknown route-map component "dCONTfq" |

| Unknown route-map component "tv-STRa" | Unknown route-map component "evBHF" | Unknown route-map component "LSTR" | Unknown route-map component "vSHI2l-" |

| Unknown route-map component "tv-STR" | Unknown route-map component "vSTR-ABZg+l" | Unknown route-map component "LABZgr" | Unknown route-map component "v-STR" |

| Unknown route-map component "dCONTgq" | Unknown route-map component "tdKRZ" | Unknown route-map component "vKRZu" | Unknown route-map component "LSTRr" | Unknown route-map component "v-STR" |

| Unknown route-map component "tv-STRl" | Unknown route-map component "vKRZt" | Unknown route-map component "v-LSTR+r" | Unknown route-map component "v-STR" |

| Unknown route-map component "exCONTgq" | Unknown route-map component "vSTR-eABZgr+r" | Unknown route-map component "v-LSTR" | Unknown route-map component "v-STR" |

|  | Unknown route-map component "vSTR-eABZgl" | Unknown route-map component "exdKDSTeq" | Unknown route-map component "dLSTR" | Unknown route-map component "v-STR" |

| Unknown route-map component "tv-STR+l" | Unknown route-map component "vKRZt" | Unknown route-map component "tv-STRr" | Unknown route-map component "v-STR" |

| Unknown route-map component "tv-BHF" | Unknown route-map component "vKBHFe-BHF" | Unknown route-map component "SPLa+l" | Unknown route-map component "v-STRr" |

| Unknown route-map component "tdCONTgq" | Unknown route-map component "tdSTRr" | Unknown route-map component "v-TUNNEL1" | Unknown route-map component "vABZgl-STRo" | Unknown route-map component "vSTR+r-" |

|  |  | Unknown route-map component "vABZgl-STRo" | Unknown route-map component "dKRZo" | Unknown route-map component "dABZql+l" | Unknown route-map component "CONTfq" |

|  |  | Unknown route-map component "vÜSTl" | Unknown route-map component "vSTR-ABZgl" | Unknown route-map component "dABZq+l" | Unknown route-map component "dCONTfq" |

|  | Unknown route-map component "c" | Unknown route-map component "STR2" + Unknown route-map component "BS2c1" | Unknown route-map component "c" + Unknown route-map component "dSTRl+4h" + Unknown route-map component "dSTRc3" | Unknown route-map component "dKRZu" | Unknown route-map component "vSTR-ABZgro" |

|  | Unknown route-map component "d" | Unknown route-map component "STRc1" | Unknown route-map component "ABZg+4" + Unknown route-map component "BS2+l" + Unknown route-map component "BS2c2" | Unknown route-map component "BS2r" + Unknown route-map component "BS2c4" |

|  |  | Unknown route-map component "vKBHFe" |

### Collegamento Torino-Malpensa
Dal 10 al 26 febbraio 2006, durante lo svolgimento dei XX Giochi olimpici invernali, due coppie di treni hanno collegato ogni giorno la città di Torino e l'aeroporto della Malpensa; i capilinea di tale linea provvisoria erano le stazioni di Torino Porta Nuova e Malpensa Aeroporto, con fermate presso gli scali ferroviari di Torino Porta Susa e Novara Nord.